# Victor Roger
Pour les articles homonymes, voir Roger.
Répertoire
Les vingt-huit jours de Clairette
Victor Roger né le 22 juillet 1853 à Montpellier et mort le 2 décembre 1903 à Paris 8e, est un compositeur français.
Connu notamment pour ses opérettes, en particulier pour ses opérettes-vaudevilles, son répertoire théâtral de trente œuvres, composé entre 1880 et 1902, comprend également des pantomimes et des ballets. Son œuvre la plus connue, Les Vingt-huit Jours de Clairette, est restée dans le répertoire des compagnies françaises.

## Biographie

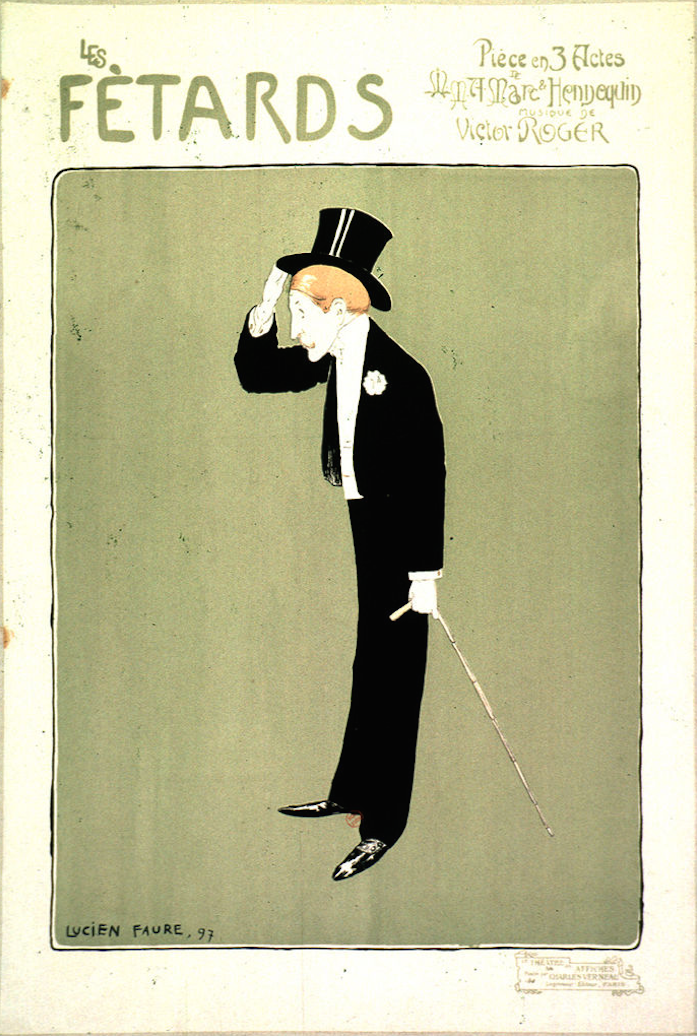
Affiche pour Les Fêtards (1897), signée Louis Lucien Faure-Dujarric.

Fils d'un pianiste et professeur de musique montpelliérain, Victor Roger, après avoir étudié à l'École Niedermeyer de Paris, commença sa carrière en composant des chansons et des opérettes pour la salle de concert l'Eldorado. En 1886 il obtint un succès avec Joséphine vendue par ses sœurs, une parodie de l'opéra biblique Joseph et ses frères de Méhul, puis avec Les Vingt-huit Jours de Clairette (1892), une opérette sur un thème militaire dans la tradition de l'opérette plus ancienne d'Hervé. L'opérette fut jouée 236 fois, fut remontée en 1900, 1901, 1903, 1908, 1914, 1920, 1921 et 1925 et fut filmée en 1933.
Les Vingt-huit Jours de Clairette fut de loin le plus grand succès de Roger et cette œuvre tendit à éclipser les autres dont certaines eurent une considérable popularité à l'époque. L'auberge du Tohu-Bohu, qui suivit en 1897, est un autre exemple d'opérette dans laquelle la comédie parlée est à parts égales avec la musique.
En plus des chants et des opérettes Roger composa des ballets — Le vague (1883), La Camargo (1901) et Cendrillon (1902) — et des pantomime — Balazi-Boumboum (1888) et Chez le conturier (1895). Il collabora avec les compositeurs Gaston Serpette (Cendrillonnette (1890) et La Dot de Brigitte (1895)) et Paul Lacome (Mademoiselle Asmodée (1891)). Le critique Andrew Lamb (en) écrivit sur Roger que « sa musique est admirablement conçue, montrant une grâce mélodique du charme et un talent pour l'effet rythmique qui sont bien adaptés aux  œuvres scéniques gaies auxquelles il a contribué. »
Critique pour La France et éditeur des nouvelles musicales pour Le Petit journal, il a également été longtemps secrétaire général des bals de l'Opéra.
Mort à son domicile parisien à l'âge de cinquante ans des suites d'une longue maladie, Victor Roger sera inhumé à Montpellier le 7 décembre 1903 après des obsèques célébrées l'avant-veille en l'église de la Madeleine. Il était marié et père d'une fille et d'un fils.

## Distinctions
- Chevalier de la Légion d'Honneur (décret du ministre de l'instruction publique et des Beaux-Arts du 14 décembre 1900). Parrain : Hippolyte Auguste Marinoni, constructeur-inventeur de rotatives de presse et propriétaire-gérant du Petit Journal.